# Дефекація

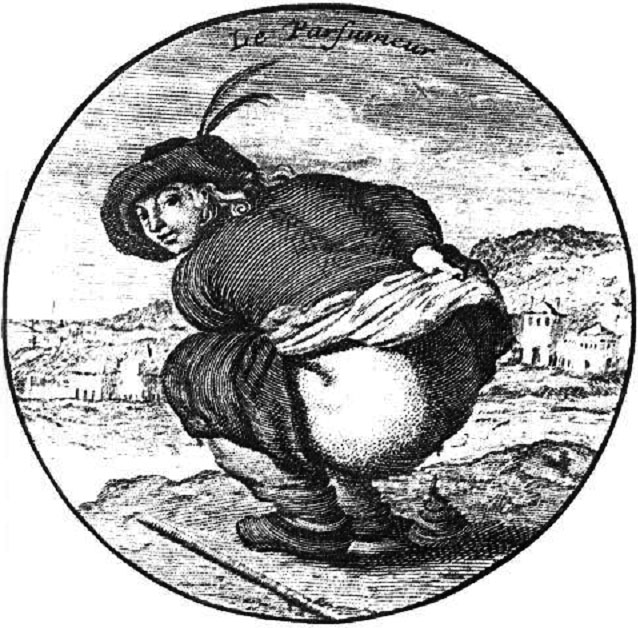
Бернард Пікар. Парфюмер. XVI століття.

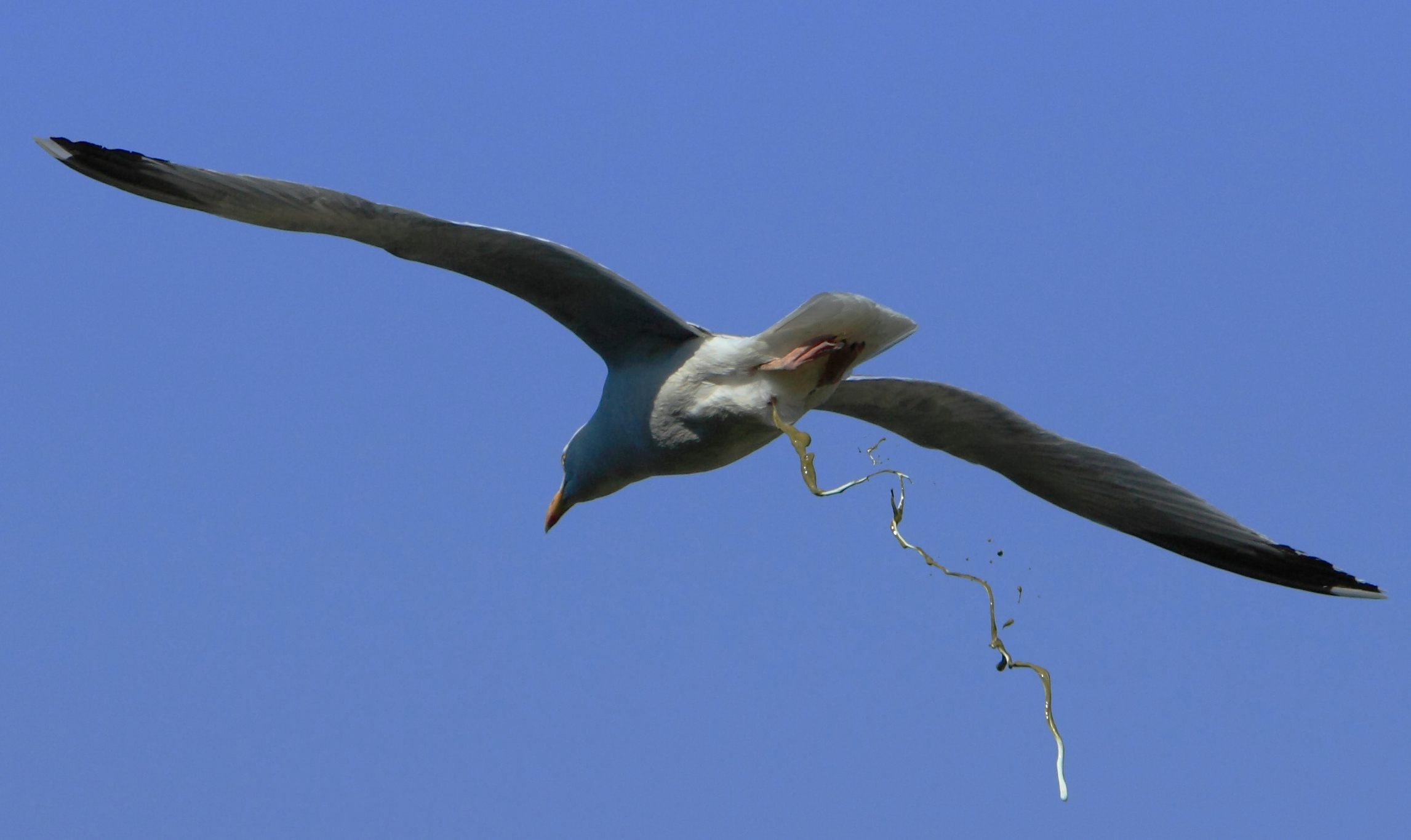
Дефекація чайки в польоті.

Дефекація (лат. defecatio; синоніми: спорожнення прямої кишки, випорожнення) — процес виділення організмом калу з травного тракту (у людини — з прямої кишки) через анальний отвір.
У людини в нормі дефекація відбувається близько одного разу на добу (від 1-2 разів на день до 1 разу на 2 дні). Якщо дефекація відбувається частіше (часте випорожнення) або рідше (запор), це, зазвичай, супроводжується зміною фізичних властивостей випорожнення. Часта дефекація зазвичай має більш рідку консистенцію (пронос), аж до водянистої. При затримці дефекації калові маси стають занадто грубими і твердими і можуть травмувати слизову оболонку. Описані випадки розриву кишечника твердими каловими каменями, що призвели до перитоніту й завершилися смертельним випадком. Зазвичай, порушення частоти дефекації є симптомом якого-небудь захворювання і вимагає консультації лікаря (гастроентеролога, проктолога або хірурга). Мимовільна дефекація іноді відбувається при пологах.

## Фізіологічні параметри
Дефекація у здорової дорослої людини характеризується такими фізіологічними параметрами:
- Поріг ректальної чутливості (мінімальний об'єм калу, необхідний для появи відчуття заповненості кишечника) — менше або дорівнює 25 мл;
- Мінімальний обсяг для розслаблення внутрішнього анального сфінктера (обсяг, при якому виникає перший позив на дефекацію) — 10-20 мл;
- Поріг для постійного позиву на дефекацію (обсяг, необхідний для появи постійного позиву) — менше або дорівнює 220 мл;
- Максимально переносний об'єм — 110–280 мл.

Перераховані параметри вимірюються методом аноректальної манометрії і відхилення їх від норми є діагностичними ознаками.
При дефекації і поза її у дорослої людини з кишечника в нормі за добу виводиться 0,1 — 0,5 літрів газу. При метеоризмі обсяг виведеного газу може досягати трьох і більше літрів. Склад газової суміші у здорових людей такий: азот N2 — 24—90 %, вуглекислий газ СО2 — 4,3—29 %, кисень О2 — 0,1—23 %, водень Н2 — 0,6—47 %, метан CH4 — 0—26 %, а також невелика кількість сірководню H2S, аміаку NH3, меркаптану, скатолу.